# Fabrício Eduardo Souza
Fabrício Eduardo Souza (Divinópolis, 4 de janeiro de 1980) é um ex-futebolista e treinador brasileiro que atuava como meio campista.

## Carreira
Revelado nas divisões de base do América Mineiro, destacou-se no Atlético-PR, em 2005, quando foi campeão paranaense e vice-campeão da Taça Libertadores da América de 2005.
Em 2006 foi vendido ao futebol do Qatar para a equipe do Al-khor ficando por 3 anos. Em 2009 se transferiu para o futebol Sul Coreano para a Equipe do Seongnam Ilhwa onde conquistou o Vice Campeonato Coreano e foi Campeão da Ásia Champions League. Em 2010 foi transferido para o Sport Recife.
Em maio de 2011, foi contratado pelo América Mineiro para a disputa do Campeonato Brasileiro. Em janeiro de 2012, foi contratado pelo Guarani onde foi Vice Campeão Paulista. Em 2013, jogou no Rio Verde de Goias. Em 2014 e 2015, jogou no Paracatu de Minas Gerais, onde encerrou a carreira de futebolista. 
Em 2017, iniciou sua carreira como Técnico de futebol na equipe do Paracatu.

## Títulos
Seongnam Ilhwa FC
- Copa da Ásia Champions League 2010

Atlético-PR
- Campeonato Paranaense 2002 e 2005

Brasiliense
- Campeonato Brasileiro - Série B 2004

América-MG
- Campeonato Mineiro: 2001
- Copa Sul Minas: 2000
- Taça Londrina: 1997 (times de base)
- Copa São Paulo de Futebol Júnior: 1996 (times de base)